# Прапор Торчина
Прапор Торчина — це офіційний символ Торчина, затверджений рішенням Торчинської селищної ради. Разом із гербом становить офіційну символіку селища.
У квадратному полотнищі з білою рамкою на тлі українського прапора зображена дівчина, яка вінками в руках оберігає замок. Хоругва має тонку білу облямівку.